# Estádio Municipal Fernando Cabrita
Het Estádio Municipal Fernando Cabrita is een multifunctioneel stadion in Lagos, een stad in Portugal. Het stadion wordt vooral gebruikt voor voetbalwedstrijden, de voetbalclub Esperança de Lagos maakt gebruik van dit stadion. In het stadion is plaats voor 4.600 toeschouwers. Het stadion werd geopend in 1989.

## Interland
| Voetbalinterland | Voetbalinterland | Voetbalinterland   | Voetbalinterland | Voetbalinterland  | Voetbalinterland |
| №                | Datum            | Wedstrijd          | Uitslag          | Competitie        | Toeschouwers     |
| ---------------- | ---------------- | ------------------ | ---------------- | ----------------- | ---------------- |
| 1                | 9 februari 2011  | Andorra – Moldavië | 1–2              | Vriendschappelijk | 100              |